# Modulação em banda lateral dupla
Modulação em Amplitude com dupla Banda Lateral (AM-DSB – Amplitude Modulation – Double Side Band)
A portadora não transmite nenhuma das características que definem a mensagem e mesmo assim consome a maior parte de energia da onda modulada.
A Largura de faixa necessária para a transmissão da informação é duas vezes a frequência do sinal modulante, provocando um desperdício de banda no espectro.